# Christopher Gibson

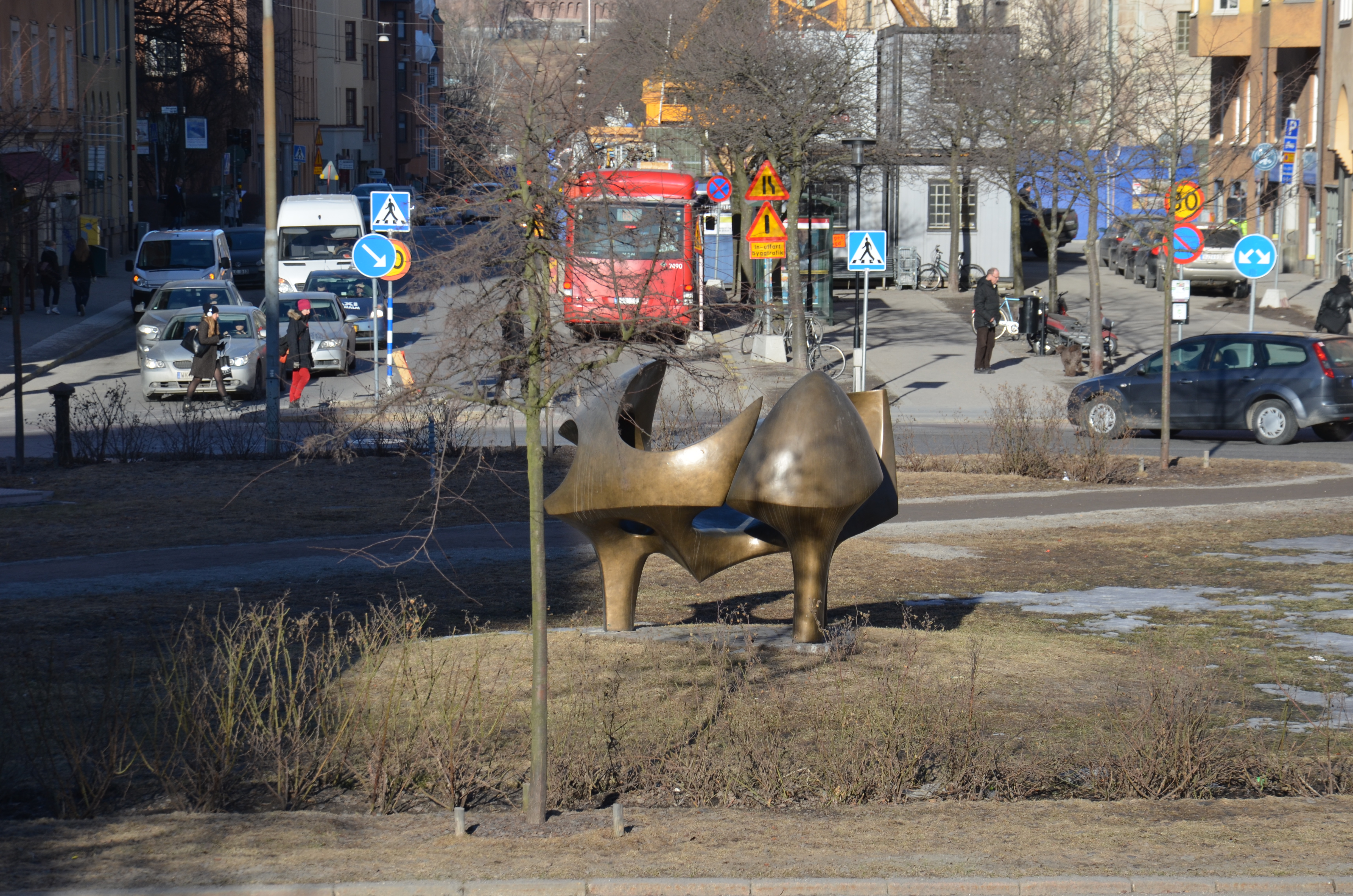
Förvandlingar, Stockholm

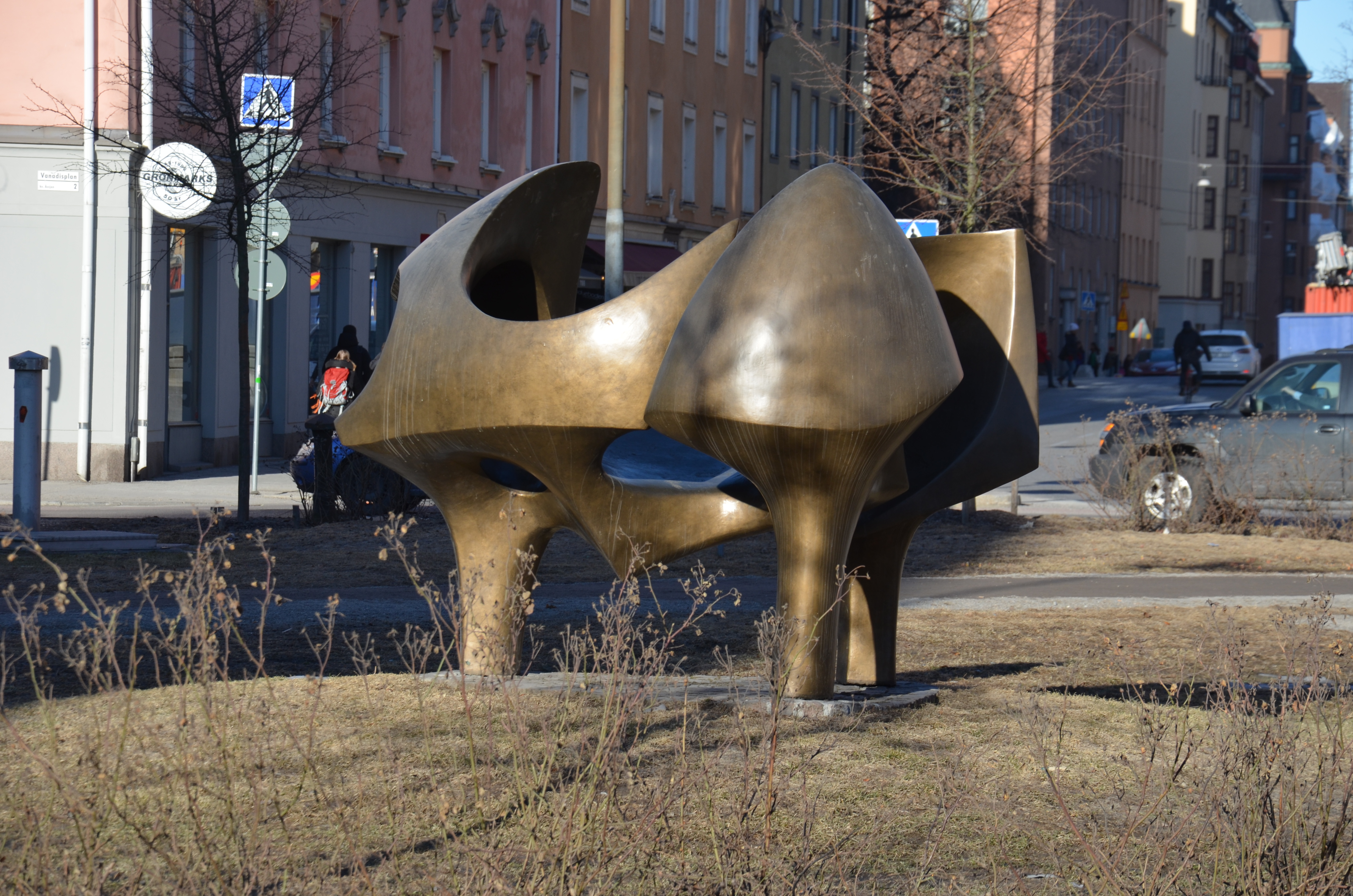
Förvandlingar

Christopher Anthony Ryder Gibson, född 25 maj 1952, är en svensk murarmästare och skulptör. 
Christopher Gibson utbildade sig till spis- och kakelugnsmurare samt skulptör.

## Verk i urval
- Förvandlingar, 1984, glasfiberarmerad plast, Vanadisplan i Stockholm[1]